# Да је боље не би ваљало (роман)
Да је боље не би ваљало је роман српског писца Бојана Љубеновића. Роман је објављен 19. Јануара 2021. године. Жанр романа су драма, трилер и комедија. У роману откривамо живот главног јунака, Ивана Богдана, и његов хумор кроз своје невоље и препреке.
Издавачка кућа романа је „Laguna“.

## О Писцу
Бојан Љубеновић (Београд, 12. август 1972) српски је сатиричар, афористичар и дечији писац. Објавио је више од двадесет књига за децу и одрасле. Он је добио око двадесет значајних награда из области сатиричног и дечијег стваралаштва. Дипломирани је правник. Новинарством је почео да се бави 1998. године у "Београдским новинама", где објављује и своје прве афоризме.

## Ликови

### Главни ликови
- Иван Богдан
- Милица (супруга)
- Јана (ћерка)

### Остали ликови
- Драго Никчевић (новинар)
- Градимир (ујак)
- Лек (пас ујака)
- Александра
- Недељко „Харви“ (инспектор)
- Мирјана Ђурђевић

## Опис романа
У тренутку када је неостварени писац, Иван Богдан, у свом кревету затекне своју супругу са другим мушкарцем, он је сигуран да његов живот не може бити гори. У свом расулу, заборавља да живи у земљи која често подсећа на кофер са дуплим дном и да је испод њега увек други одељак. Његов распадајући брак убрзо одлази у други план јер се у његовом животу појављују нове невоље. Из једне тачке у другу, бизарни тренутак непажње увлачи Ивана у неуспешну пљачку банке која га је стрмоглавила у сурови свет београдског подземља. Имајући само урнебесни смисао за хумор, главни јунак почиње тешку борбу за спас свих које воли али и самог себе. Прича је све динамичнија и добија чудесне обрте, а Иван сазнаје да је способан за ствари које су му пре била незамислива.
„Овај роман је тешко сместити у одређени жанр, али се са сигурношћу може рећи да је реч о књизи која се чита у једном даху. То није само прича о љубави, нити је само напети трилер, већ је и слика савременог српског друштва коју Бојан Љубеновић успева да изоштри и оголи својим бритким хумором. На моменте смешан, на моменте горак, роман ће сигурно освојити читаоца. Да је бољи, не би ваљало.“ цитирао Дарко Црногорац, Njuz.net

## Приказ романа
Много различитих књига настаје са одређеним стилом како се прича, овај роман је испричан у првом лицу, са становишта главног јунака Ивана Богдана. Био је готово четрдесетогодишњак заробљен на послу у маркетиншкој агенцији, једног дана неочекивано је Иван задесио низ несрећа када је затекао супругу Милицу, мајку његове седмогодишње ћерке Јане, са другим мушкарцем. После тога цео свет се срушио на Ивана. Многи читаоци који доживљавају овај роман не би помислили да је ово био смешан скуп догађаја, али како роман напредује, показује да је у пракси потпуно другачији.
Љубеновић је користећи своју духовитост и хумор врло вешто разочарао живот свог лика у врло разиграну комедију - хумор је циничан и оштар, претварајући веома тешку ситуацију у смешну шалу. У многим причама је приказано како се главни ликови носе с муком Ивана, међутим, не напушта његов смисао за хумор и самоиронију. На свом путу ка самоспознаји, Иван долази у контакт са врло јединственом двораном ликова, међу њима је један од најзанимљивијих особа,  његов неупитни ујак Градимир, као и лепа Александра.
Тон романа је смешан и оптимистичан током прве две трећине, препун игре речи и шала, и даље делује као злочинац као споредна особина, а не као главна особина. Љубеновићев стил писања у првих седам поглавља умерено је носталгичан оним што је Мирјана Ђурђевић усавршила до савршенства у својој серији о инспектору / приватном детективу Харијети: и једно и друго укључује умерену напетост криминала, као и здраву дозу мизантропије и меланхолије, али комично и сатирично и даље преовлађивати, у односу на све остало. Све то се променило у преосталих пет поглавља када је „Да је било боље, не би вредело“ прерастао у изненађујуће насилни урбани трилер пун мрачних тајни који као да су излазили из пера писца / сценариста Марка Поповића , само са Љубеновићем све то некако брже и уже. Како прича напредује, одједном прелази у озбиљан тон, улози расту и главе почињу да се котрљају. Иако је био страствени љубитељ и присталица жанра злочина, транзиција је била врло екстремна и није пружала осећај да је паклено финале проистекло из онога што јој је претходило, бар не у потпуности. Љубеновић је најбољи када је разигран и духовит, само умерено злобан кад не зађе предубоко у трилер и суморност. То је, на крају крајева, ствар сензибилитета. Али, у сваком случају, једно је сигурно. Бојан Љубеновић, до сада познат пре свега по афоризмима, љубави према фудбалу и дечјим књигама, новим романом је успешно усмерио своју прозу у новом смеру.

## Популарност
Роман „Да је боље не би ваљало“ већ прве недеље по изласку  нашао на другом месту најпродаванијих књига у Србији, одмах иза добитника НИН-ове награде. Потом је читавих месец дана био на првом месту Лагунине топ листе најпродаванијих књига. Осам месеци задржао се међу десет најчитанијих књига. Београд, Читалачка публика показала је велико интересовање за нови роман Бојана Љубеновића „Да је боље не би ваљало“.